# Autobahndreieck Hannover-Süd
Das Autobahndreieck Hannover-Süd (Abkürzung: AD Hannover-Süd; Kurzform: Dreieck Hannover-Süd) ist ein Autobahndreieck in Niedersachsen in der Region Hannover. Es verbindet die Bundesautobahn 7 (Flensburg—Hannover—Kassel—Füssen; E 45) mit der Bundesautobahn 37, die wiederum am hannoverschen Messegelände in den Messeschnellweg übergeht.

## Geografie
Das Autobahndreieck liegt auf dem Stadtgebiet von Sehnde in der Region Hannover. Die umliegenden Städte sind Hannover und Laatzen. Es befindet sich etwa 13 km südöstlich der Hannoveraner Innenstadt, etwa 20 km nördlich von Hildesheim und etwa 45 km westlich von Braunschweig. Wenige Kilometer nordöstlich fließt zudem der Mittellandkanal, der von der A 7 in ihrem weiteren Verlauf in Richtung Hamburg überquert wird.
Das Autobahndreieck Hannover-Süd trägt auf der A 7 die Anschlussstellennummer 60, auf der A 37 die Nummer 12.

## Bauform und Ausbauzustand
Die A 37 ist vierstreifig ausgebaut, die A 7 sechsstreifig. Die vorhandenen Verbindungsrampen von der A 37 zur A 7 in Richtung Süden und umgekehrt sind zweispurig ausgeführt. Die fehlenden Relationen aus Richtung Norden werden durch die AS Laatzen (B 443/B 6) bzw. durch das Autobahnkreuz Hannover/Kirchhorst ersetzt.
Das Dreieck wurde als Gabelung angelegt.

## Verkehrsaufkommen
Das Dreieck wird täglich von rund 75.000 Fahrzeugen befahren.
| Von                        | Nach                             | Durchschnittliche tägliche Verkehrsstärke | Anteil Schwerlastverkehr |
| -------------------------- | -------------------------------- | ----------------------------------------- | ------------------------ |
| AS Hannover-Anderten (A 7) | AD Hannover-Süd                  | 60.000                                    | 16,7 %                   |
| AD Hannover-Süd            | AS Hildesheim-Drispenstedt (A 7) | 70.000                                    | 14,1 %                   |
| AS Messegelände (A 37)     | AD Hannover-Süd                  | 20.100                                    | 04,9 %                   |